# México en los Juegos Olímpicos de Sarajevo 1984
México estuvo representado en los Juegos Olímpicos de Sarajevo 1984 por un deportista masculino que compitió en esquí alpino.
El equipo olímpico mexicano no obtuvo ninguna medalla en estos Juegos.
Fue la primera aparición de México en unos Juegos Olímpicos de Invierno desde 1928, con lo cual se puso fin a una ausencia de 56 años.

## Esquí alpino
La participación de Hubertus von Hohenlohe en esta prueba representó el debut olímpico de México en el esquí alpino.
| Atleta                 | Evento          | Final      | Final    | Final      | Final    | Final   | Final    |
| Atleta                 | Evento          | Descenso 1 | Posición | Descenso 2 | Posición | Total   | Posición |
| ---------------------- | --------------- | ---------- | -------- | ---------- | -------- | ------- | -------- |
| Hubertus von Hohenlohe | Descenso        |            |          |            |          | 1:51.57 | 38       |
| Hubertus von Hohenlohe | Eslalon gigante | 1:34.82    | 50       | 1:35.27    | 48       | 3:10.09 | 48       |
| Hubertus von Hohenlohe | Eslalon         | 1:04.42    | 41       | 1:03.75    | 26       | 2:08.17 | 26       |